# Radio Universidad CALF
La Radio Universidad CALF también llamada UNC CALF, es una radioemisora argentina con sede en Neuquén, perteneciente a la Universidad Nacional del Comahue.

## Historia
La radio nació del convenio entre la Universidad Nacional del Comahue (UNCo o UNComa) y la "Cooperativa de Agua, Luz y Fuerza" (CALF), firmado el 16 de octubre de 1987. Comenzó a transmitir a través de la Modulación de Frecuencia 103.7, que mantiene hasta el día de la fecha, desde la ciudad de Neuquén.
Actualmente es miembro de la Asociación de Radiodifusoras Universitarias Nacionales Argentinas (ARUNA) y se encuentra afiliada a Radio Nederland la Radio Pública de Holanda.